# Hydromanicus diomedes
Hydromanicus diomedes är en nattsländeart som beskrevs av Malicky 2000. Hydromanicus diomedes ingår i släktet Hydromanicus och familjen ryssjenattsländor. Inga underarter finns listade i Catalogue of Life.